# NGC 5223
NGC 5223 est une vaste galaxie elliptique située dans la constellation des Chiens de chasse. NGC 5223 a été découverte par l'astronome germano-britannique William Herschel en 1785.

## Description
Sa vitesse par rapport au fond diffus cosmologique est de 7 425 ± 30 km/s, ce qui correspond à une distance de Hubble de 109,5 ± 7,7 Mpc (∼357 millions d'al).
À ce jour, une mesure non basée sur le décalage vers le rouge (redshift) donne une distance d'environ 73,000 Mpc (∼238 millions d'al). Cette valeur est à l'extérieur des valeurs de la distance de Hubble. Notons que c'est avec la valeur moyenne des mesures indépendantes, lorsqu'elles existent, que la base de données NASA/IPAC calcule le diamètre d'une galaxie et qu'en conséquence le diamètre de NGC 5223 pourrait être d'environ 58,7 kpc (∼191 000 al) si on utilisait la distance de Hubble pour le calculer.

## Groupe de NGC 5223
NGC 5223 est la plus brillante galaxie d'un trio qui porte son nom. Les deux autres galaxies du groupe de NGC 5223 sont NGC 5228 et une troisième galaxie désignée 1332+3419. Cette malheureuse abréviation est utilisée par Mahtessian pour les galaxies du « Catalogue of Galaxies and of Clusters of Galaxies » dont l'écriture est CGCG 1332.x+3419 où x est un chiffre de 0 à 9. Cette galaxie est introuvable sur les bases de données consultées. De plus, aucune galaxie importante ne se trouve près des coordonnées 13h 32m 00,0s et 34° 19′ 00″. Si on considère que la distance entre NGC 5223 et NGC 5228 pourrait être aussi grande que 25 millions d'années-lumière. On peut douter que ces trois galaxies fassent vraiment partie d'un trio de galaxies.